# Eucalyptus gracilis

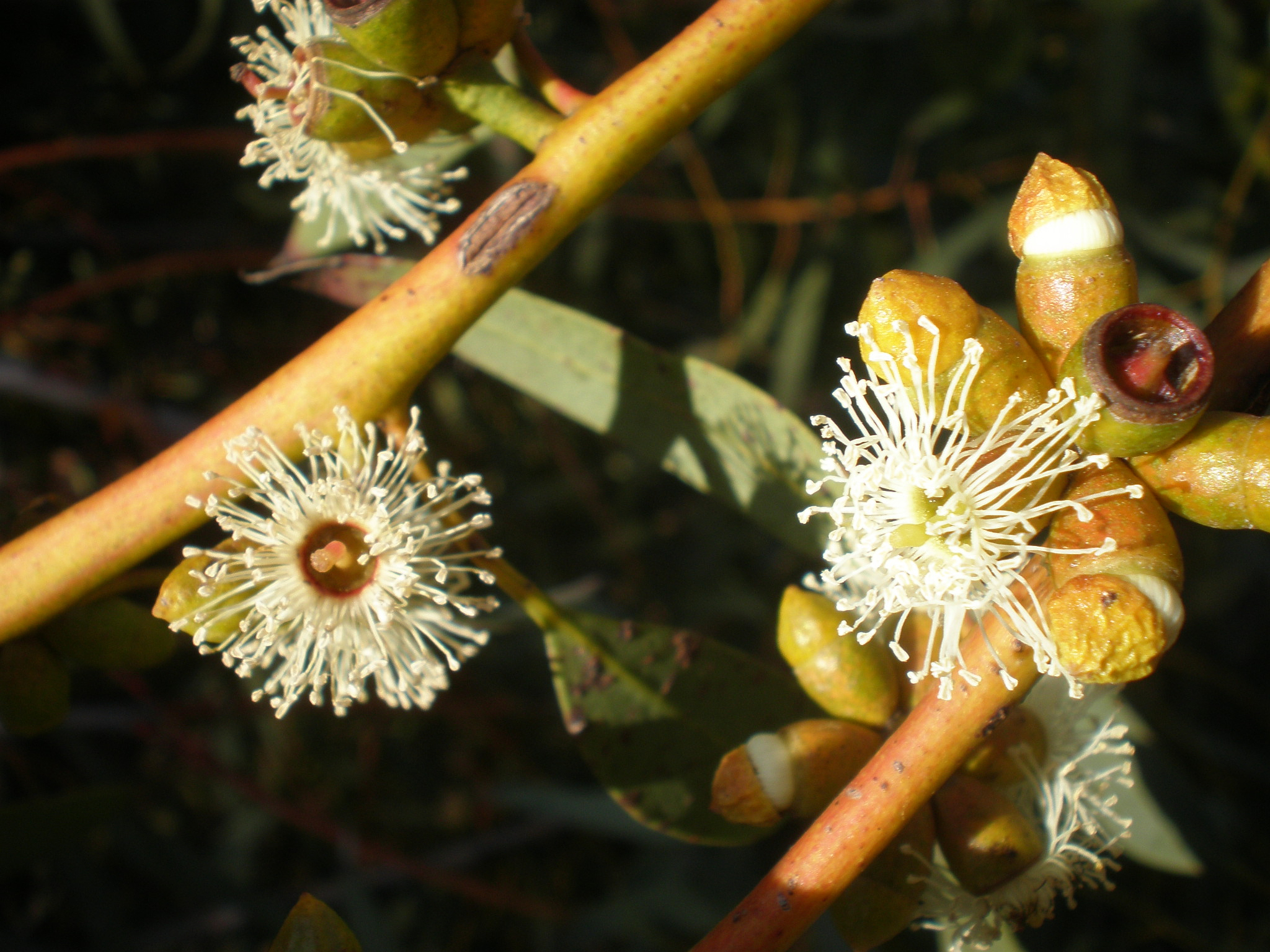
Blüten

Eucalyptus gracilis ist eine Pflanzenart innerhalb der Familie der Myrtengewächse (Myrtaceae). Sie kommt im Süden Australiens, vom südlichen Western Australia bis ins westliche Victoria, sowie im Südwesten und im Zentrum von New South Wales vor und wird dort „Mallee Gum“, „White Mallee“, „Red Mallee“, „Kong Mallee“, „Square Fruit Mallee“, „Yorell Mallee“, „Yorrell“, „Yorel“, „Morel“ oder „Snap and Rattle“ genannt.

## Beschreibung

### Erscheinungsbild und Blatt
Eucalyptus gracilis wächst als Baum oder in der Wuchsform der Mallee-Eukalypten. Dies ist eine Wuchsform, die mehr strauchförmig als baumförmig ist, es sind meist mehrere Stämme vorhanden, die einen Lignotuber ausbilden, der Wuchshöhen von bis zu 8 Meter, selten auch bis zu 15 Meter oder 20 Meter, erreicht. Die Borke verbleibt am unteren Teil des Stammes, ist grau mit weißlichen Flecken und fasrig-stückig. An den oberen Teilen des Baumes ist sie weiß oder grau und schält sich in kurzen Streifen. Sie kann dort auch ein kupferiges Cremeweiß annehmen. Die Rinde der kleinen Zweige ist grün. Öldrüsen gibt es weder im Mark noch in der Borke.
Bei Eucalyptus gracilis liegt Heterophyllie vor. Die Laubblätter sind stets in Blattstiel und Blattspreite gegliedert. Der Blattstiel ist 7 bis 14 mm lang. An jungen Exemplaren ist die Blattspreite elliptisch und blaugrün bemehlt oder bereift. An mittelalten Exemplaren ist die blaugrün bemehlte oder bereifte Blattspreite bei einer Länge von etwa 6 cm und einer Breite von etwa 1 cm lanzettlich, gerade und ganzrandig. Die auf Ober- und Unterseite gleichfarbig glänzend grüne Blattspreite an erwachsenen Exemplaren ist bei einer Länge von 5 bis 8 cm und einer Breite von 0,8 bis 1,5 cm schmal-lanzettlich, relativ dick, gerade, verjüngt sich zur Spreitenbasis hin und besitzt ein spitzes oberes Ende. Die kaum erkennbaren Seitennerven gehen in einem spitzen oder sehr spitzen Winkel vom Mittelnerv ab. Die Keimblätter (Kotyledone) sind zweigeteilt.

### Blütenstand und Blüte
An einem bei einer Länge von 5 bis 10 mm im Querschnitt vierkantigen Blütenstandsschaft stehen in einem einfachen Blütenstand etwa sieben Blüten zusammen. Der Blütenstiel ist bei einer Länge von 2 bis 5 mm stielrund. Die nicht blaugrün bemehlten oder bereiften Blütenknospen sind bei einer Länge von 4 bis 6 mm und einem Durchmesser von 3 bis 4 mm keulenförmig. Die Kelchblätter bilden eine Calyptra, die früh abfällt. Die glatte Calyptra ist halbkugelig, kürzer oder ebenso lang wie glatte Blütenbecher (Hypanthium) und schmaler als diese. Die Blüten sind weiß oder cremeweiß. Die Staubfäden sind untereinander verwachsen, und die Staubbeutel der äußeren Staubblätter sind unfruchtbar (steril). Die Blütezeit reicht in Western Australia von März bis Oktober.

### Frucht
Die gestielte Frucht ist bei einer Länge von 4 bis 7 mm und einem Durchmesser von 3 bis 5 mm ei- oder urnenförmig und drei- bis vierfächerig. Der Diskus ist eingedrückt, die Fruchtfächer sind eingeschlossen.

## Vorkommen
Das natürliche Verbreitungsgebiet von Eucalyptus gracilis ist der Südosten von Western Australia, der Süden von South Australia, der Westen von Victoria und das südwestliche und zentrale New South Wales.
Eucalyptus gracilis kommt örtlich häufig im Buschland und auf roten, äolischen Sanden vor. In Western Australia findet man sie auf gelbem, braunem oder rotem Sand, auf steinigem braun-rot-sandigem Lehm und auf orange-braunem kalkigem Lehm, auf Sanddünen, in Sandebenen, auf Graten von Erhebungen und an Bachläufen.

## Taxonomie
Die Erstbeschreibung von Eucalyptus gracilis erfolgte 1855 durch Ferdinand von Mueller unter dem Titel Description of fifty nes Australian plants, chiefly from the colony of Victoria in Transactions and Proceedings of the Victorian Institute for the Advancement of Science, Volume 1, S. 35. Das Typusmaterial weist die Beschriftung „In the desert on the Murray River, where it forms the Mallee Scrub together with E. dumosa, santalifolia and other species“ auf. Synonyme für Eucalyptus gracilis F.Muell. sind Eucalyptus fruticetorum F.Muell. ex Miq., Eucalyptus viridis R.T.Baker, Eucalyptus calycogona var. gracilis (F.Muell.) Maiden, Eucalyptus calycogona Turcz., Eucalyptus gracilis var. erecta Blakely, Eucalyptus gracilis var. viminea Blakely, Eucalyptus gracilis var. brevifolia Benth., Eucalyptus gracilis F.Muell. var. gracilis, Eucalyptus gracilis F.Muell. subsp. gracilis nom. inval., Eucalyptus gracilis var. viminea Blakely.